# Selecció femenina de futbol de Suècia
La selecció femenina de futbol de Suècia representa a Suècia a les competicions internacionals de futbol femení. Present a totes les fases finals a excepció de l'Eurocopa 1991, va ser la primera campiona d'Europa al 1984, competió on ha arribat a tres finals més fins al 2001, i també ha estat subcampiona del món al 2003.

## Històric
- ¹ Fase de grups. Selecció eliminada mitjor possicionada en cas de classificació, o selecció classifica pitjor possicionada en cas d'eliminació.

| JOCS OLÍMPICS | JOCS OLÍMPICS   | JOCS OLÍMPICS | JOCS OLÍMPICS    | JOCS OLÍMPICS    | JOCS OLÍMPICS   | JOCS OLÍMPICS | JOCS OLÍMPICS  | JOCS OLÍMPICS | JOCS OLÍMPICS |
| Edició        | Classificació   | Classificació | Fase final       | Fase final       | Fase final      | Fase final    | Fase final     |               |               |
| Edició        | Fase regular    | Play-offs     | Setzens de final | Vuitens de final | Quarts de final | Semifinals    | Final / Bronze |               |               |
| ------------- | --------------- | ------------- | ---------------- | ---------------- | --------------- | ------------- | -------------- | ------------- | ------------- |
| 1996          | Mundial 1995    |               |                  |                  | Estats Units ¹  |               |                |               |               |
| 2000          | Mundial 1999    |               |                  |                  | Brasil ¹        |               |                |               |               |
| 2004          | Mundial 2003    |               |                  |                  | Austràlia       | Braisl        | Alemanya       |               |               |
| 2008          | Mundial 2007    |               |                  | Argentina ¹      | Alemanya        |               |                |               |               |
| 2012          | Mundial 2011    |               |                  | Sud-àfrica ¹     | França          |               |                |               |               |
| 2016          | Mundial 2015    |               |                  | Sud-àfrica ¹     | Estats Units    | Brasil        | Alemanya       |               |               |
| MUNDIAL       |                 |               |                  |                  |                 |               |                |               |               |
| Edició        | Classificació   | Classificació | Fase final       | Fase final       | Fase final      | Fase final    | Fase final     |               |               |
| Edició        | Fase regular    | Play-offs     | Setzens de final | Vuitens de final | Quarts de final | Semifinals    | Final / Bronze |               |               |
| 1991          | Eurocopa 1991   |               |                  | Brasil ¹         | Xina            | Noruega       | Alemanya       |               |               |
| 1995          |                 |               |                  | Brasil ¹         | Xina            |               |                |               |               |
| 1999          | Islàndia ¹      |               |                  | Austràlia ¹      | Noruega         |               |                |               |               |
| 2003          | Suïssa ¹        |               |                  | Corea Nord ¹     | Brasil          | Canadà        | Alemanya       |               |               |
| 2007          | Txèquia ¹       |               |                  | Corea Nord ¹     |                 |               |                |               |               |
| 2011          | Txèquia ¹       |               |                  | Corea Nord ¹     | Austràlia       | Japó          | França         |               |               |
| 2015          | Polònia ¹       |               | Nigèria ¹        | Alemanya         |                 |               |                |               |               |
| EUROCOPA      |                 |               |                  |                  |                 |               |                |               |               |
| Edició        | Classificació   | Classificació | Fase final       | Fase final       | Fase final      | Fase final    | Fase final     |               |               |
| Edició        | Fase regular    | Play-offs     | Setzens de final | Vuitens de final | Quarts de final | Semifinals    | Final / Bronze |               |               |
| 1984          | Noruega ¹       |               |                  |                  |                 | Itàlia        | Anglaterra     |               |               |
| 1987          | Països Baixos   |               |                  |                  |                 | Anglaterra    | Noruega        |               |               |
| 1989          | Irlanda ¹       | Dinamarca     |                  |                  |                 | Noruega       | Itàlia         |               |               |
| 1991          | França ¹        | Itàlia        |                  |                  |                 |               |                |               |               |
| 1993          | Espanya ¹       | Dinamarca     |                  |                  |                 |               |                |               |               |
| 1995          | Eslovàquia ¹    | Dinamarca     |                  |                  |                 | Noruega       | Alemanya       |               |               |
| 1997          | Romania ¹       |               |                  |                  | França ¹        | Alemanya      |                |               |               |
| 2001          | Països Baixos ¹ | Finlàndia     |                  |                  | Rússia ¹        | Dinamarca     | Alemanya       |               |               |
| 2005          | Suïssa ¹        |               |                  |                  | Dinamarca ¹     | Noruega       |                |               |               |
| 2009          | Romania ¹       |               |                  | Rússia ¹         | Noruega         |               |                |               |               |
| 2013          |                 |               |                  | Finlàndia ¹      | Islàndia        | Alemanya      |                |               |               |
| 2017          |                 |               |                  |                  |                 |               |                |               |               |